# Филадельфийский оркестр
Филадельфи́йский орке́стр (англ. Philadelphia Orchestra) — американский симфонический оркестр, базирующийся в Филадельфии.
По сложившейся в американской музыкальной критике традиции относится к первой пятёрке симфонических оркестров США (так называемой «Большой пятёрке»). Его расцвет связан с многолетней работой двух выдающихся дирижёров — Леопольда Стоковского и Юджина Орманди, в сумме руководивших коллективом на протяжении 68 лет. Знаменательные страницы в истории оркестра — первая оркестровая электронная аудиозапись в 1925 г., первая среди оркестров США национальная телевизионная трансляция (1948, компания CBS), первые гастроли американского оркестра в коммунистическом Китае (1973), первая прямая трансляция крупного оркестра в Интернете (1997). В течение сезона (с сентября по май) Филадельфийский оркестр даёт около 130 концертов.
В апреле 2011 года оркестр объявил о банкротстве.

## Музыкальные руководители
- Фриц Шеель (1900—1907)
- Карл Полиг (1908—1912)
- Леопольд Стоковский (1912—1938)
- Юджин Орманди (1936—1980, первые два года — совместно со Стоковским)
- Рикардо Мути (1980—1992)
- Вольфганг Заваллиш (1993—2003)
- Кристоф Эшенбах (2003—2008)
- Шарль Дютуа (2008—2012)
- Яник Незе-Сеген (с 2012)